# ميليوس (بابا الإسكندرية)
قداسة البابا  ميليوس الأول بابا الإسكندرية وبطريرك الكنيسة القبطية الثالث (84-96).
يُنطق اسم هذا البطريرك بالعربية بعدة طرق هي: ميليوس، وأفيليوس، ومليانوس. وكان اسمه قبل أن يسام بطريرك مليانوس وأبيليوس.
لما رقد سلفه البابا الأنبا إنيانوس اختير هذا الأب بطريركًا وتمت السيامة في 4 كيهك - أول ديسمبر، سنة 83 للميلاد وأصبح ميليوس ثالث بطاركة الإسكندرية وذلك بعد استشهاد مرقس الرسول ووفاة إنيانوس في شهر كيهك بعد سنة 84م، وذلك في السنة الخامسة عشر من ملك دوميتيان بن فسبازيان إمبراطور الروم بإجماع آراء الشعب.
رقد هذا البابا في أول توت سنة 96م.